# Beate Barwandt
Beate Barwandt (née le 15 avril 1950 à Dobbertin, morte en janvier 1975 à Karl-Marx-Stadt) est une chanteuse allemande, soliste au sein du Gerd Michaelis Chor.

## Biographie
Beate Barwandt suit à partir de 1962 des cours de chant et de violon à l'école de musique de Parchim. À partir de 1968, elle suit une formation de Freundschaftspionierleiter à l'école centrale de l'organisation à Droyßig. L'année suivante, elle entreprend au lycée de Dobbertin une activité de Pionierleiterin et prend en même temps la direction du groupe de chant.
En 1971 et 1972, Barwandt obtient son diplôme du Zentrales Studio für Unterhaltungskunst. Alfons Wonneberg compare son timbre à celui de Katja Ebstein et, en raison de son apparence visuelle, considère qu'elle a tous les préalables à son succès futur.
En 1971, Beate Barwandt fait une tournée en RDA en compagnie de Hansi Biebl, Friedhelm Schönfeld, Mario Peters, Mäcki Gäbler, Sieghart Schubert, Endrik Moll, Joachim Graswurm, Jörg Dobbersch, Angelika Mann et Uschi Brüning. En 1972, elle chante avec Uschi Brüning, Angelika Mann et Nina Hagen dans le Reinhard Lakomy-Chor. Les premières productions radiophoniques ont été créées la même année. En 1973, Gerd Michaelis l'introduit dans sa chorale rajeunie.
Beate Barwandt a aussi une carrière solo. Son premier single Woher Du auch kommst paraît en 1973 chez Amiga. En duo avec Manfred Krug, elle chante en 1973 Mach's gut, ich muß geh'n et en 1974 avec Jan Spitzer So halte mich.
Pour une apparition à Karl-Marx-Stadt, elle arrive avec une grippe sévère non traitée. Là, son état empire ; elle perd connaissance dans le vestiaire. Beate Barwandt tombe dans le coma et décède en janvier 1975 à l'âge de 24 ans à l'hôpital.
Après la mort de Beate Barwandt, le Gerd-Michaelis-Chor est dans une grave crise, faute de remplaçante. Plusieurs membres quittent la chorale en 1975. Gerd Michaelis, qui était un ami intime de la chanteuse, tombe en dépression. En 1976, il cède la direction de la chorale à Vlady Slezák pour des raisons de santé.

## Discographie
Albums
- Uschi Brüning und das Günther Fischer-Quintett, Amiga, 1973 (avec Angelika Mann et Sabine Roterberg)
- Gerd Michaelis Chor, Amiga, 1974 (comme choriste et soliste)
- Manfred Krug : Greens, Amiga, 1975 (chanson Mach's gut, ich muß geh'n en duo)

Singles
- Woher du auch kommst / Laß uns glücklich sein, Amiga, 1973
- Gerd Michaelis Chor : Waterloo, Amiga, 1974 (comme choriste et soliste)
- Gerd Michaelis Chor : Dieses Jahr, Amiga, 1974 (comme choriste et soliste)

## Source de la traduction
- (de) Cet article est partiellement ou en totalité issu de l’article de Wikipédia en allemand intitulé « Beate Barwandt » (voir la liste des auteurs).